# Taeniura lymma
Taeniura lymma је врста раже из породице Dasyatidae. Настањује воде дубине од 30 м и уобичајена је врста у тропским пределима Индијског океана и западним водама Тихог океана, као и у околним стаништима повезаним са коралним гребенима. Ова врста нарасте не више од 35 цм, има избочене очи и релативно кратак и дебео реп. Може се лако разликовати од других ража по плавим тачкама на телу, жутоплавој боји и по правим пругама на репу.
Ноћу, током пораста плиме Taeniura lymma је активна и укопава се у пешчано дно, а када се вода повуче, ова врста се повлачи у склониште на гребене. Женка рађа до седам потомака. Ова врста може наудити људима, али је забележено да је доста плашљива и да избегава контакт. Доста је популарна у акваристици.
Међународна унија за заштиту природе је ову врсту означила као мало угрожену, јер се суочава са деградацијом станишта и интезивном притиску риболоваца широм подручја која настањује.

## Таксономија и и станиште
Ова врста први пут је описана као Raja lymma од стране шведског природњака Питера Форсала 1775. године у књизи Descriptiones Animalium quae in itinere ad maris australis terras per annos 1772, 1773, et 1774 suscepto collegit, observavit, et delineavit . Ипак Форсал није одредио род ове врсте. Немачки биолози Милер и Хенле створили су род Taeniura за ову врсту, што је уједно данас и синоним за њу. Морфолошко испитивање доказало је да је Taeniura lymma повезана са врстама H. pacifica и H. schmardae.
Taeniura lymma широко је распрострањена у тропским водама индо-пафицичког региона, а такође настањује воде око Индијског океана до јужне Африке, преко Арапског полуострва до југоисточне Азије, укључујући Мадагаскар, Маурицијус, Занзибар, Сејшеле, Шри Ланку и Малдиве. Ретка је у Персијском и Оманском заливу. У Тихом океану, ова врста се налази од Филипина до северне Аустралије, као и око бројних малезијских и полинезијских острва, све до истока Соломонових острва. Ретка је на дубинама већима од 30 м, а често живи на дну и посећује коралне гребене. Такође се сусреће у интертидалној зони и плићим деловима, а примећена је и у близини предела где има доста морске траве.

## Биологија и екологија
Taeniura lymma једна је од најзаступљенијих ража која обитава на индо-пацифичким гребенима, а дан проводи скривена у пећинама или унутар коралних гребена, често и у олупинама бродова. Ноћу се окупља у групе и плива у плићим водама како нашла извор хране. За разлику од других ража, ова често копа рупе у песку, у потрази за мекушцима, црвима, шкампима и правим кошљорибама. Размножавање ове врсте догађа се од краја пролећа до лета, мужјак се удвара тако што прати женку и гризе је. Мужјаци одраслих примерака ове врсте окупљају се у плиткој води.
Као и остале врсте ража, Taeniura lymma је прилично живахна и свој плод одржава жуманцем, а касније се он храни материчним млеком које садржи слуз, масти и протеине, које производи женка. Период гестације је неизвестан, сматра се да траје између четири и дванаест месеци. Женке роде до седам младих, а сваки од потомака након што се излегне има од 13 до 14 цм. Мужјаци достижу полну зрелост када буду дужине од 20 до 21 цм, а није познато када сазревају женке.
Овом врстом хране се делфини и други велики сисари. Познати паразити ове врсте су Aberrapex manjajiae, Anthobothrium taeniuri, Cephalobothrium taeniurai, Echinobothrium elegans, E. helmymohamedi, Kotorelliella jonesi, Polypocephalus saoudi, Rhinebothrium ghardaguensis, R. taeniuri, Decacotyle lymmae, Empruthotrema quindecima, Entobdella australis, Pseudohexabothrium taeniurae, Pedunculacetabulum ghardaguensis, Anaporrhutum albidum, Mawsonascaris australis, Sheina orri и Trypanosoma taeniurae.

## Контакт са људима
Ова врста може да повреди човека, али је због мале величине углавном је безопасна и популарна у трговинама за акваристику. У заточеништву тешко опстаје, многи примерци одбијају да једу у акваријуму, а неке наизглед здраве јединке често необјашњиво умиру.
Јавни акваријуми постигли су већен степен узгоја за ову врсту, а узгојни пројекат који одржава Европска асоцијација зоо вртова и акварија брине о овој врсти. Такође, Taeniura lymma је присутна у јавним акваријумима у Африци, југоисточној Азији и Аустралији. Лови се на мреже, парангал или уз помоћ копља.
Међународна унија за очување природе оценила је да је ова врста близу претње да постане угрожена. Иако је уобичајена и широко распрострањена, суочава се са сталном деградацијом станишта односно коралних  гребена широм свог опсега и масовног риболова, понекад помоћу динамита.  Популација је под великим притиском због спортског и комерцијаног риболова, као и због локалног прикупљања за трговину у акваристици.